# チャタレイ夫人の恋人
『チャタレイ夫人の恋人』（チャタレイふじんのこいびと、イギリス英語: Lady Chatterley's Lover [ˈleɪdi ˈtʃætəliz ˈlʌvə]）とは、1928年に発表されたイギリスの小説家D・H・ローレンスの小説。
発表当時は英国社会における身分制度を大胆に扱った猥褻文書と見なされ、内外で激しい論議の的となり、日本では伊藤整による翻訳本の出版に関して最高裁までの裁判となった（チャタレー事件）。

## 出版の経緯
1926年、ゼネストをきっかけに、故郷の炭鉱の悲惨な状況を目にしたロレンスは執筆を開始、第一稿では完成作に比べ、より直接的に階級問題が主題とされていた。改稿を繰り返すうちに性愛が主題となり、性描写が増え、検閲で一般的な出版が困難だと考えたロレンスは、1928年チラシを作成し私家版として作品を公開。その後、海賊版が生まれたこともあり、1929年に性描写部分を削除した修正版を出版社から発行した。
イギリスで初めて無修正版が発行されたのは1960年であり、猥褻文書として告訴されるが、証人としてE・M・フォースターらが出廷し、無罪となった。
日本では1935年（昭和10年）に、修正版が伊藤整訳で健文社から初めて日本語訳されて出版された。無修正版は1950年（昭和25年）4月に同じく伊藤整訳で小山書店から発行されたが、2ヶ月後に警視庁に摘発され発禁処分になった（チャタレー事件）。この時点で、すでに各国でも次々と発禁処分となっており、フランスは英語版だけが許されている状態であった。1957年（昭和32年）に被告側が最高裁判所で敗訴し絶版となった。その後、1964年（昭和39年）に新潮社から、伊藤整訳で性描写部分を削除した版が発行された。
その後、時代の変化や英米での無罪判決も受け、1973年（昭和48年）に、講談社から羽矢謙一訳で無修正版が初めて発刊。1996年（平成8年）には新潮社から伊藤整訳・伊藤礼補訳で、削除部分を補った「完訳」版が発行された。

## 主な日本語訳
- 伊藤整訳、新潮社、1964年（※性描写を削除した版）
- 羽矢謙一訳 講談社文庫 1973 （完訳）
- 飯島淳秀訳、富士見ロマン文庫  1982年
- 伊藤整訳・伊藤礼補訳、新潮社、1996年（※完訳版）
- 永峰勝男訳、彩流社、1999年
- 武藤浩史訳、ちくま文庫、2004年
- 木村政則訳、光文社古典新訳文庫、2014年

## あらすじ
第1-4章
炭坑の村を領地に持つ貴族の妻となったコンスタンス・チャタレイ（コニー）だったが、蜜月もわずかなままに、夫のクリフォード・チャタレイ准男爵は陸軍将校として第一次世界大戦に出征、クリフォードは戦傷により下半身不随となり、復員後は2人の間に性の関係が望めなくなる。その後、クリフォードはラグビー邸で暮らしながら作家としてある程度の名声を得るが、コニーは日々の生活に閉塞感を強めていった。
第5-10章
クリフォードは跡継ぎを作るため、コニーに男性と関係を持つよう勧める。その相手の条件とは、同じ社会階級で、子供ができたらすぐに身を引くことができる人物であることだった。コニーは、自分はチャタレイ家を存続させるためだけの物でしかないと嘆く。そんな彼女が恋に落ち男女の仲になったのは、労働者階級出身で、妻に裏切られ別れ、かつて陸軍中尉にまで上り詰めたが上流中流階級の周りになじめず退役し、現在はチャタレイ家の領地で森番をしている男、オリバー・メラーズだった。
第11-20章
メラーズとの秘密の逢瀬を重ね、人間性の開放に触れたコニーは、クリフォードとの離婚を望むようになり、姉のヒルダと共にヴェニスを旅行中、メラーズの子供を妊娠していることに気がつく。一方領地では、戻ってきたメラーズの妻が、メラーズとコニーが通じていることに感づき、世間に吹聴して回っていた。メラーズは森番を解雇され、田舎の農場で働くようになる。帰ってきたコニーはクリフォードと面談するが、クリフォードは離婚を承知せず、コニーはラグビー邸を去ることになった。

## 映画化
- チャタレイ夫人の恋人 (1955年の映画)（フランス語版） - 主演 : ダニエル・ダリュー / フランス映画
- ヤング・チャタレイ（英語版） - 主演 : ハーレー・マクブライド（英語版） / 1977年のアメリカ映画
- チャタレイ夫人の恋人 (1981年の映画) - 主演シルヴィア・クリステル / イギリス・フランス映画
- レディ・チャタレー (1989年の映画)（イタリア語版） - 主演 : マル（イタリア語版） / イタリア映画
- チャタレイ夫人の恋人 (1991年の映画)（イタリア語版） - 主演 : ランバ・マル（イタリア語版） / イタリア映画（パスクァーレ・ファネッティ監督 ※フランク・デ・ニーロ名義）
- チャタレイ夫人の恋人 (1995年の映画)（英語版） - 主演 : ショーン・ビーン、ジョエリー・リチャードソン ※イギリスの1993年の全4話のテレビミニシリーズを日本では115分に編集したものを劇場公開[5]
- レディ・チャタレー (2006年の映画)（フランス語版） - 主演 : マリナ・ハンズ / ベルギー・フランス映画
- チャタレイ夫人の恋人 (2015年の映画)（英語版） - 出演 : ホリデイ・グレインジャー、リチャード・マッデン、ジェームズ・ノートン / イギリスのテレビ映画
- チャタレイ夫人の恋人 (2022年の映画) （英語版） - 主演: エマ・コリン / Netflixオリジナル映画